# Ručni klin
Ručni klin je alat, koji spada u kulturu kamenog doba. U kameno doba služio je kao alat i oružje od kamena, drva i kosti.
Uglavnom je izađen od klesanog kamena tako da se uklapa u šaku. 